# Siegfried Anger
Siegfried (Louis Otto) Anger (ur. 17 października 1837 w Tczewie, zm. 19 listopada 1911 w Grudziądzu) – niemiecki teolog, nauczyciel oraz prekursor archeologii w Elblągu i Grudziądzu.

## Życiorys
Był synem duchownego protestanckiego z Tczewa. Ukończył Gimnazjum Miejskie w Gdańsku, następnie w latach 1859 - 1862 studiował teologię na uniwersytetach w Halle i Królewcu, gdzie w roku 1862 uzyskał tytuł doktora teologii. Od roku 1863 pracował najpierw jako nauczyciel pomocniczy, a następnie zwyczajny w Gimnazjum Królewskim w Elblągu. W roku 1865 został starszym nauczycielem, a 01.10.1883 awansowano go na dyrektora Gimnazjum Królewskiego w Grudziądzu. Funkcję tę sprawował do przejścia na emeryturę z tytułem tajnego radcy jesienią 1904 roku. Był jednym z współzałożycieli oraz prezesem (1876 - 1883) Elbląskiego Towarzystwa Starożytności (Elbinger Altertumsgesellschaft - E.A.G.). W roku 1878 został kustoszem elbląskiego Muzeum Miejskiego. Po przeprowadzce do Grudziądza był inicjatorem powstania Grudziądzkiego Towarzystwa Starożytności (Graudenzer Altertumsgesellschaft - 1883) oraz Muzeum Miejskiego w tym mieście (1884).
Już w początkowym okresie działalności elbląskiego stowarzyszenia (E.A.G.) wraz z ówczesnym swoim zastępcą Robertem Dorrem prowadził badania archeologiczne, które stały się jego pasją. Był pionierem archeologii w powiecie elbląskim (niem. Kreis Elbing) a później grudziądzkim (niem. Kreis Graudenz). Sławę w niemieckim środowisku naukowym przyniosły mu badania archeologiczne cmentarzyska z okresu wpływów rzymskich na Polu Nowomiejskim (niem. Neustädterfelde - obecnie dzielnica Elbląga). Wyniki swoich badań publikował w sprawozdaniach Berlińskiego Towarzystwa Antropologicznego (Verhandlungen der Berliner Gesellschaft für Anthropologie, Ethnologie und Urgeschichte) oraz wydawanego przez to towarzystwo czasopisma naukowego Zeitschrift für Ethnologie a także w sprawozdaniach sekcji antropologicznej gdańskiego Towarzystwa Przyrodniczego (Sitzungsberichte der anthropologische Sektion der Naturforschende Gesellschaft in Danzig). Czasopismo berlińskie redagowane było przez wybitnego antropologa Rudolfa Virchowa (1821-1902), z którym Anger nawiązał korespondencję i z którym konsultował zarówno odkryte na cmentarzysku zabytki oraz któremu oddawał do opracowania materiał antropologiczny. Sukcesy na polu badań archeologicznych spowodowały, że w roku 1880 został wybrany do zarządu Zachodniopruskiego Towarzystwa Historycznego (Westpreußischer Geschichtsverein) z siedzibą w Gdańsku. Obok prof. dr Theodora Baila (prezesa gdańskiego Towarzystwa Przyrodniczego), dr Abrahama Lissauera i dr Hugo von Klinggräffa (prezesa Zachodniopruskiego Towarzystwa Botaniczno - Zoologicznego) zasiadał też w Komisji ds. Historii Naturalnej i Archeologii (Die Kommission für Naturgeschichte und Ärchaologie), utworzonej przy urzędzie Starosty Krajowego Prus Zachodnich.
W okresie pracy w Grudziądzu prowadził badania archeologiczne na cmentarzyskach w Rządzu (obecnie dzielnica Grudziądza) i Grucznie/Topolnie. Był też pierwszym archeologiem, który zajął się poszukiwaniami legendarnego Truso w okolicach Elbląga. W czasie pobytu w Grudziądzu zaistniał też jako dramaturg, a jego sztuki wystawiano kilkukrotnie w prowincjonalnych teatrach. Zmarł w Grudziądzu.

## Literatura
- ANGER Siegfried, Das gemischte Gräberfeld auf dem Neustädter Felde bei Elbing, Zeitschrift für Ethnologie, Band 12, 1880, s.106 – 125 (cz. 1); Weitere Funde vom Neustädter Felde bei Elbing, (cz. 2), tamże, s. 379 – 392.
- ANGER Siegfried, Das Gräberfeld zu Rondsen im Kreise Graudenz, mit einer Fundkarte und 23 Lichtdrucktafeln, Abhandlungen zur Landeskunde der Provinz Westpreussen, Heft 1, Graudenz 1890 (dostęp online).
- ANGER Siegfried, Neue Mitteilungen über Truso, Zeitschrift für Ethnologie, Band 14, 1882, s. 100 – 102.
- ANGER Siegfried, Über die Lage von Truso und über die möglichkeit, dieselbe wieder aufzufinden, Altpreussische Monatschrift, Band 14, 1877, s. 613 – 622.
- ANGER Siegfried, Zur Trusofrage. Entgegnung, Altpreussische Monatschrift, Band 15, 1878, s. 693 – 694.
- ANGER Siegfried, Zur Truso Frage, Altpreussische Monatschrift, Band 16, 1879, s. 126 – 139.
- BOLDT Albert, Elbinger Geistesleben im neunzehnten Jahrhundert. Ein Beitrag zur Chronik der Stadt Elbing, Mohrungen 1894, s. 10 - 11.
- NATUNIEWICZ Magdalena, "Nowe znaleziska ze starych wykopalisk". Zabytki z okresu wpływów rzymskich w zbiorach Muzeum w Elblągu, [w:] Archeologia ziem pruskich. Nieznane zbiory i materiały archiwalne, Ostróda 15-17 października 1998, Olsztyn 1999, s. 115 - 131 (dostęp online).
- NEUGEBAUER Werner, Das Städtische Museum in Elbing. Ein Rückblick, Westpreussen Jahrbuch, Bd. 29, 1979, s. 84 – 97.
- PANFIL Rafał, Dzieje badań archeologicznych prowadzonych przez Elbląskie Towarzystwo Starożytności (Elbinger Altertumsgesellschaft) w latach 1874 – 1945, Ebląskie Studia Muzealne, t. 2, 2011, s. 67 - 109 (dostęp online).
- WAJLER Anita (red.), 120 lat Muzeum w Grudziądzu, Grudziądz 2004, s. 182 - 184.